# Glenoleon radialis
Glenoleon radialis är en insektsart som beskrevs av Banks 1913. Glenoleon radialis ingår i släktet Glenoleon och familjen myrlejonsländor. Inga underarter finns listade i Catalogue of Life.